# أشتون ليستر
أشتون ليستر (بالإنجليزية: Robert Ashton Lister)‏ هو سياسي بريطاني (وحمل سابقاً جنسية المملكة المتحدة لبريطانيا العظمى وأيرلندا)، ولد في 4 فبراير 1845، وتوفي في 6 ديسمبر 1929. حزبياً، نشط في الحزب الليبرالي. في الانتخابات العمومية البريطانية 1918 ‏، انتخب عضو برلمان المملكة المتحدة الـ31 عن دائرة Stroud ‏ (14 ديسمبر 1918 – 26 أكتوبر 1922).